# Graham Harman
Graham Harman (Iowa City, 9 maggio 1968) è un filosofo statunitense, professore di filosofia al Southern California Institute of Architecture di Los Angeles. Il suo lavoro sulla metafisica degli oggetti ha portato allo sviluppo della cosiddetta ontologia orientata agli oggetti. È una figura centrale nel filone del realismo speculativo nella filosofia contemporanea.

## Biografia
Harman è nato a Iowa City e cresciuto a Mount Vernon. Ha conseguito la laurea presso il St. John's College di Annapolis (Maryland) nel 1990, proseguendo poi gli studi presso la Pennsylvania State University per conseguire il master nel 1991 sotto la guida di Alphonso Lingis. Durante il suo dottorato di ricerca presso la DePaul University di Chicago, Harman ha lavorato anche come giornalista sportivo online, esperienza cui attribuisce lo sviluppo del suo peculiare stile di scrittura. Dopo completato la propria formazione filosofica nel 1999, Harman è entrato a far parte del Dipartimento di Filosofia presso l'Università Americana del Cairo, dove insegnò dal 2000 al 2016, ottenendo il grado di Distinguished University Professor. È stato anche visiting faculty member presso le università di Amsterdam, Torino e Yale. Dal 2013 è anche faculty member della European Graduate School.

## Posizioni filosofiche
Harman è considerato uno dei pensatori di spicco del realismo speculativo, un raggruppamento di filosofi uniti da due prospettive: un rifiuto delle cosiddette "filosofie dell'accesso" antropocentriche, le quali privilegiano la prospettiva umana in relazione agli oggetti, e un sostegno alla tesi del realismo metafisico attraverso il rifiuto del cosiddetto "correlazionismo", un'ipotesi nella filosofia post-kantiana che Quentin Meillassoux, anch'egli realista speculativo, definisce come «l'idea secondo la quale abbiamo sempre e solo accesso alla correlazione tra pensiero ed essere, e mai a nessuno dei due termini considerato separatamente dall'altro» L'approccio orientato agli oggetti di Harman considera la cosiddetta "vita degli oggetti" un fertile terreno per fondarvi una metafisica volta dunque a superare l'antropocentrismo e il correlazionismo.